# 크리스 볼스테드
크리스토퍼 케네스 볼스테드 (Christopher Kenneth Volstad , 1986년 9월 23일 ~ )은 전 아메리칸 리그 시카고 화이트삭스의 선수이다.

## 한국 프로야구시절
2014년 데릭 핸킨스를 대신하기 위해 영입되었다. 그는 시즌 전 207cm의 장신으로 인해 더스틴 니퍼트와 원투 펀치를 기대했다. 그는 초반에 좋았으나 4월 18일 손아섭 타석에서 아웃카운트가 되돌아가는 사건이 발생하여 다음 타자 최준석에게 홈런을 맞고 9실점으로 강판되었다. 5월 11일 삼성전에서 8.1이닝 1실점으로 호투하는 것 같아 보였지만 이후 7연패에 빠지며 결국 7월 12일 웨이버 공시되었다. 그의 대체 선수로는 쿠바 출신인 유네스키 마야가 영입되었다.